# Park Tower (Chicago)
De Park Tower is een wolkenkrabber in Chicago, Verenigde Staten. Het gebouw, dat aan 800 North Michigan Avenue ligt, is 257,25 meter hoog. Het is ontworpen door Lucien Lagrange Architects en bevat op de lagere verdiepingen een Park Hyatt Hotel. De hogere verdiepingen bevatten appartementen.
Het gebouw is het eerste in de Verenigde Staten dat een tuned mass damper bevat, die vanaf het begin al gepland was. De dempers werden in andere gebouwen namelijk pas later in het gebouw geïnstalleerd.

## Omgeving
Circa 100 meter voor de Park Tower staat de Chicago Water Tower. De in 1869 voltooide toren werd door William W. Boyington ontworpen. Het gebouw bevat een standpijp van 40 meter, die de druk moest stabiliseren van het water dat de oostelijke waterpomp oppompte. Op circa 200 meter afstand vindt men Chicago Place, dat door Skidmore, Owings and Merrill en Solomon Cordwell Buenz & associates ontworpen is.
Op 200 meter van het gebouw ligt ook Water Tower Place, ontworpen door Loebl Schlossman Dart & Hackl. Dit is een van de gebouwen die de wind van Lake Michigan versterken. Het op ongeveer dezelfde afstand gelegen John Hancock Center, dat met een hoogte van 343,5 meter het op drie na hoogste gebouw van Chicago is, is ook een van de gebouwen die de wind versterken.

## Architectuur
De Park Tower is 257,25 meter hoog en telt 67 verdiepingen. Het gebouw, dat een oppervlakte van 78.688 vierkante meter heeft, kostte ongeveer 92.000.000 dollar. Het gebouw bevat 17.930 m² aan hotelruimte, 44.129 m² aan woonruimte, 1.858 m² aan detailhandel en 8.547 m² aan parkeerruimte. De tuned mass damper in de top van het gebouw, een massief stalen slinger van 400 ton, zorgt ervoor dat het gebouw minder beweegt.
De begane grond van het gebouw wordt gebruikt als lobby, daarnaast bevat het ruimtes voor detailhandel. Op de eerste verdiepingen vindt men, naast het hotel, ook een parkeergarage. De parkeergarage loopt door tot de vijfde verdieping, het hotel stopt op de zeventiende. Op de zesde verdieping bevindt zich ook een restaurant. Van de achttiende tot en met de zesenzestigste verdieping vindt men woningen. Daarnaast bevinden zich op de achtste en achttiende verdieping, en in de top, mechanische ruimtes.
Het gebouw is opgebouwd uit 3152 voorgegoten betonnen delen, die samen 8750 ton wegen en een oppervlakte van 2.220 vierkante meter beslaan. Doordat de winden van Lake Michigan worden versterkt door de naburige Water Tower Place en het John Hancock Center, heeft het gebouw dikkere muren aan de noord en zuidkant van het gebouw. Hierdoor is het gebouw beter bestand tegen de winden.